# Furacão Katrina
O furacão Katrina foi uma tempestade tropical que alcançou a categoria 3 da escala de furacões de Saffir-Simpson em terra firme e categoria 5 no oceano Atlântico. Os ventos do furacão alcançaram mais de 280 km/h, e causaram grandes prejuízos na região litorânea do sul dos Estados Unidos, especialmente em torno da região metropolitana de Nova Orleans, em 28 de agosto de 2005 onde mais de um milhão de pessoas foram evacuadas. O furacão passou pelo sul da Flórida, causando em torno de dois bilhões de dólares de prejuízo e causando 1836 mortes diretas. Foi a 11.ª tempestade de 2005 a receber nome, sendo o quarto entre os furacões.
O furacão Katrina causou aproximadamente 1 800 mortes, sendo o terceiro furacão mais mortífero e um dos mais destrutivos a ter atingido os Estados Unidos. O furacão paralisou muito da extração de petróleo e gás natural dos Estados Unidos, uma vez que boa parte do petróleo americano é extraído no Golfo do México.

## História meteorológica

Imagem de radar da trajetória do Katrina à passagem pelo estado da Luisiana.

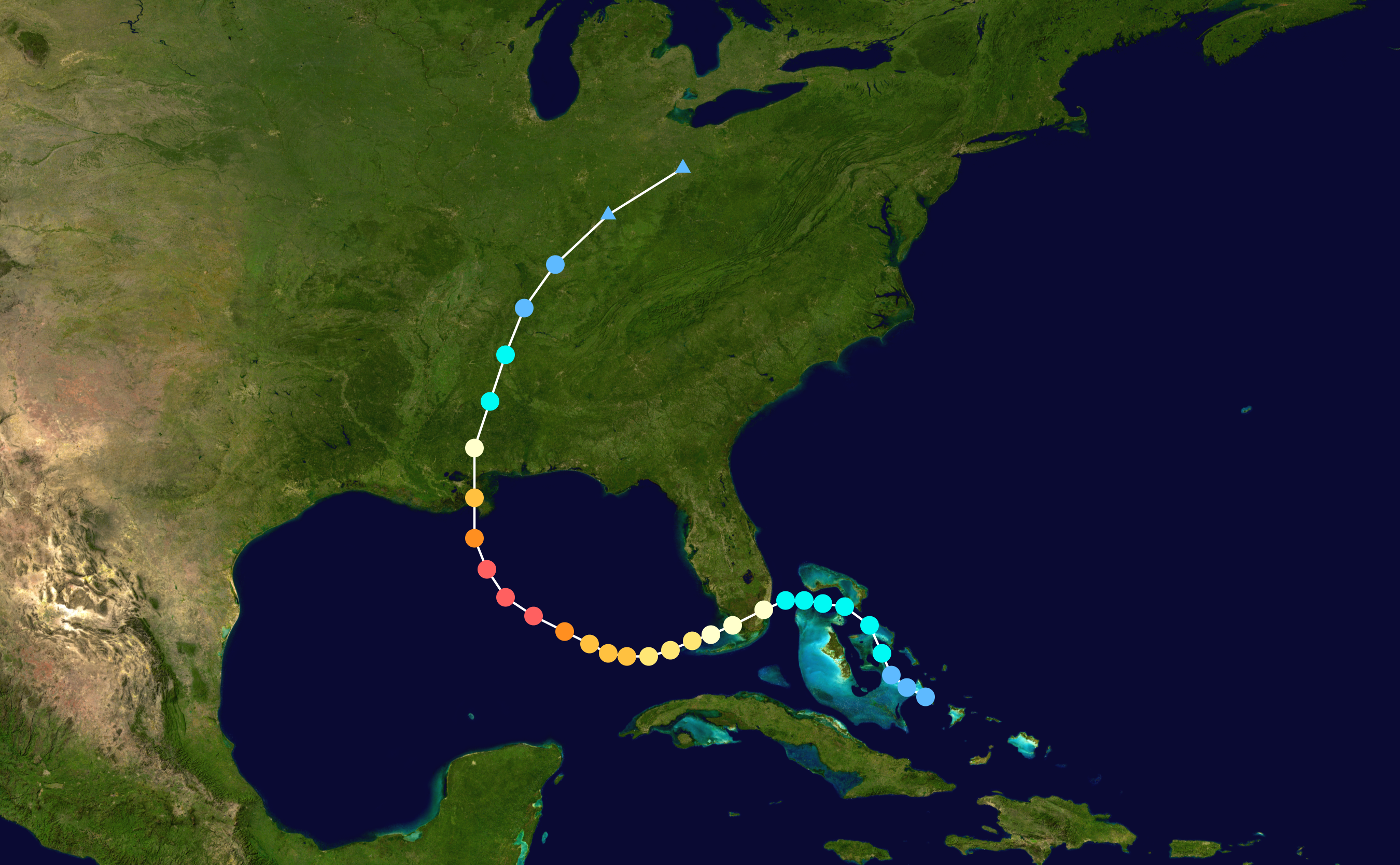
Trajetória do Katrina

De acordo com o Centro Nacional de Furacões dos Estados Unidos, o NOAA, que emitiu um relatório em 23 de agosto informando que havia formado uma depressão tropical a sudeste de Bahamas dando início a história meteorológica do furacão Katrina. No dia 24 evoluiu para uma tempestade tropical e em 25 se aproximou de Aventura, Flórida.
Katrina enfraqueceu-se em 26 de agosto, depois de se encontrar com a terra, transformando-se  em categoria 2 com ventos de cerca de 100 milhas por hora (cerca de 160 km/h) indo em direção ao Mississippi e Luisiana. Em 27 de agosto evoluiu para categoria 3 com intensidade de um furacão e dia 28 foi para categoria 4, no início da tarde o Katrina se intensificou rapidamente com ventos de 175 mph (281 km/h) ultrapassando o ponto de início da categoria 5 com pressão de 902 mph (hPa), sendo o furacão mais intenso da bacia do Atlântico. Em 29 de agosto o Katrina atingiu os estados de Mississippi, Luisiana e Alabama.

## Impacto

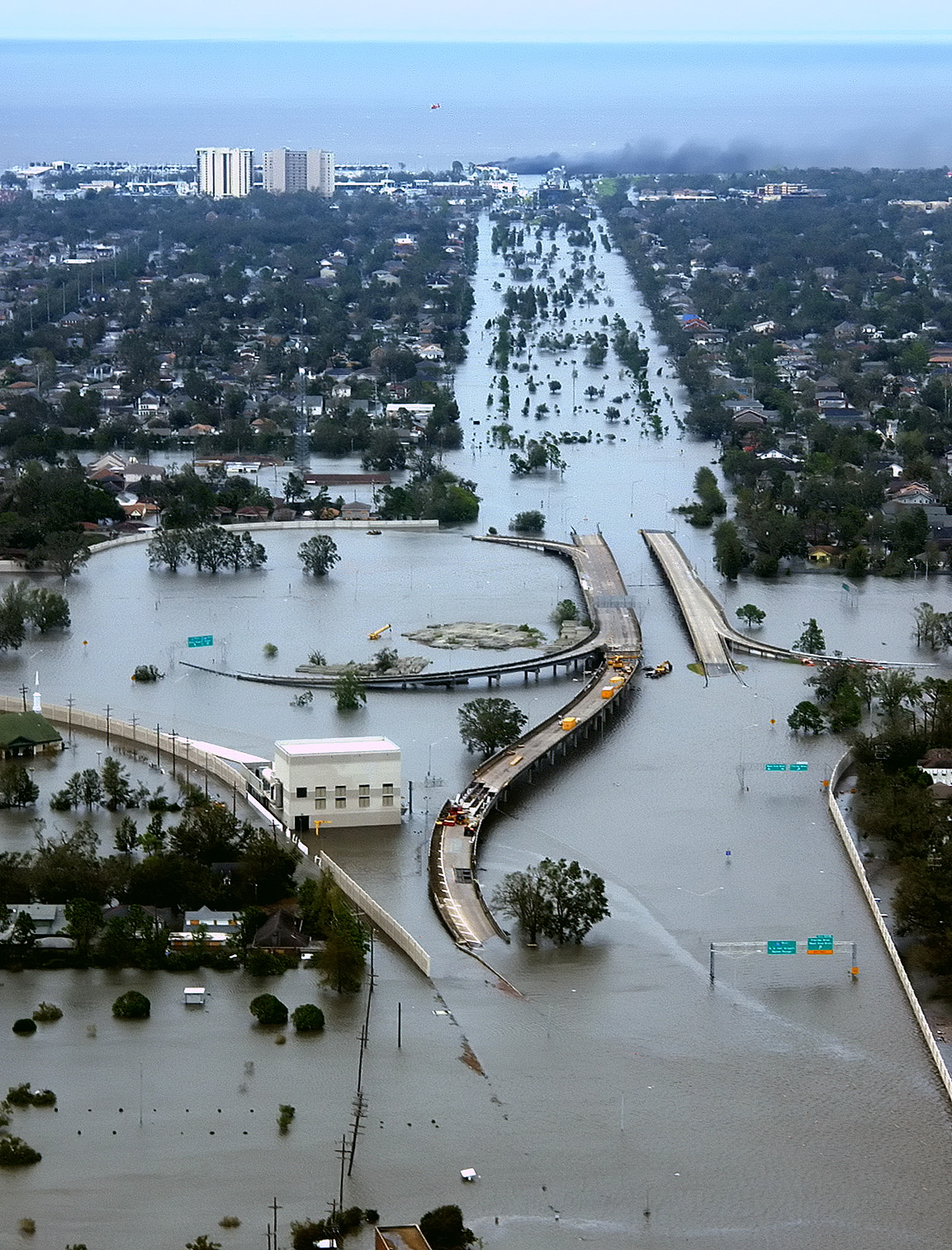
Inundação em Nova Orleães.

No dia 29 de agosto, a maré de tempestade do Katrina causou danos em 53 pontos diferentes na Grande Nova Orleans, submergindo oitenta por cento da cidade. Um relatório de junho de 2007 feito pela Sociedade Americana de Engenheiros Civis indicou que dois terços das inundações foram causadas pelas múltiplas falhas nas barreiras da cidade. Não foram mencionadas as comportas que não foram fechadas. A tempestade também devastou as costas do Mississippi e do Alabama, tornando o Katrina o mais destrutivo e mais caro desastre natural na história dos Estados Unidos, e o mais mortal ciclone tropical desde o Okeechobee em 1928. O dano total causado pelo Katrina é estimado em 81,2 bilhões de dólares americanos (valores de 2005), quase o dobro do custo do furacão Andrew, ou até mais, quando ajustado pela inflação.
O número de mortos confirmados (total de mortes diretas e indiretas) é 1836, principalmente da Luisiana (1577) e Mississipi (238), e contaram-se 624 feridos. No entanto, 135 pessoas continuam classificadas como desaparecidas na Luisiana, e muitas das mortes são indiretas, mas é quase impossível determinar a causa exata de algumas das mortes. A relativa falta de status, poder e recursos colocaram muitas mulheres em risco de serem vítimas de violência sexual durante o furacão Katrina.
Os dados oficiais sobre o desastre indicam que a área afetada pelo furacão Katrina nos Estados Unidos cobriu 233.000 quilômetros quadrados, o que corresponde a cerca de 95% da área do Reino Unido, que é de 245.000 quilômetros quadrados. O furacão deixou cerca de três milhões de pessoas sem eletricidade. Em 3 de setembro de 2005, Michael Chertoff, secretário da Homeland Security, descreveu o impacto do furacão Katrina como ‘provavelmente a pior catástrofe, ou conjunto de catástrofes’, na história do país, referindo-se tanto ao furacão quanto à inundação de Nova Orleans.

### Sul da Flórida e Cuba
O furacão Katrina tocou a terra pela primeira vez em 25 de agosto de 2005, no sul da Flórida, onde atingiu como um furacão de categoria 1, com ventos de 130 km/h. A chuva foi intensa em alguns locais, ultrapassando os 350 mm em Homestead, na Flórida.
Embora o furacão Katrina tenha passado bem ao norte de Cuba, em 29 de agosto o fenômeno trouxe ventos com força de tempestade tropical e chuvas de mais de 200mm para a região oeste da ilha. Linhas telefônicas e de energia foram danificadas e cerca de 8 000 pessoas foram evacuadas na província de Pinar del Río. De acordo com informações da televisão cubana, 90% da cidade costeira de Surgidero de Batabano ficou debaixo de água.

## Consequências

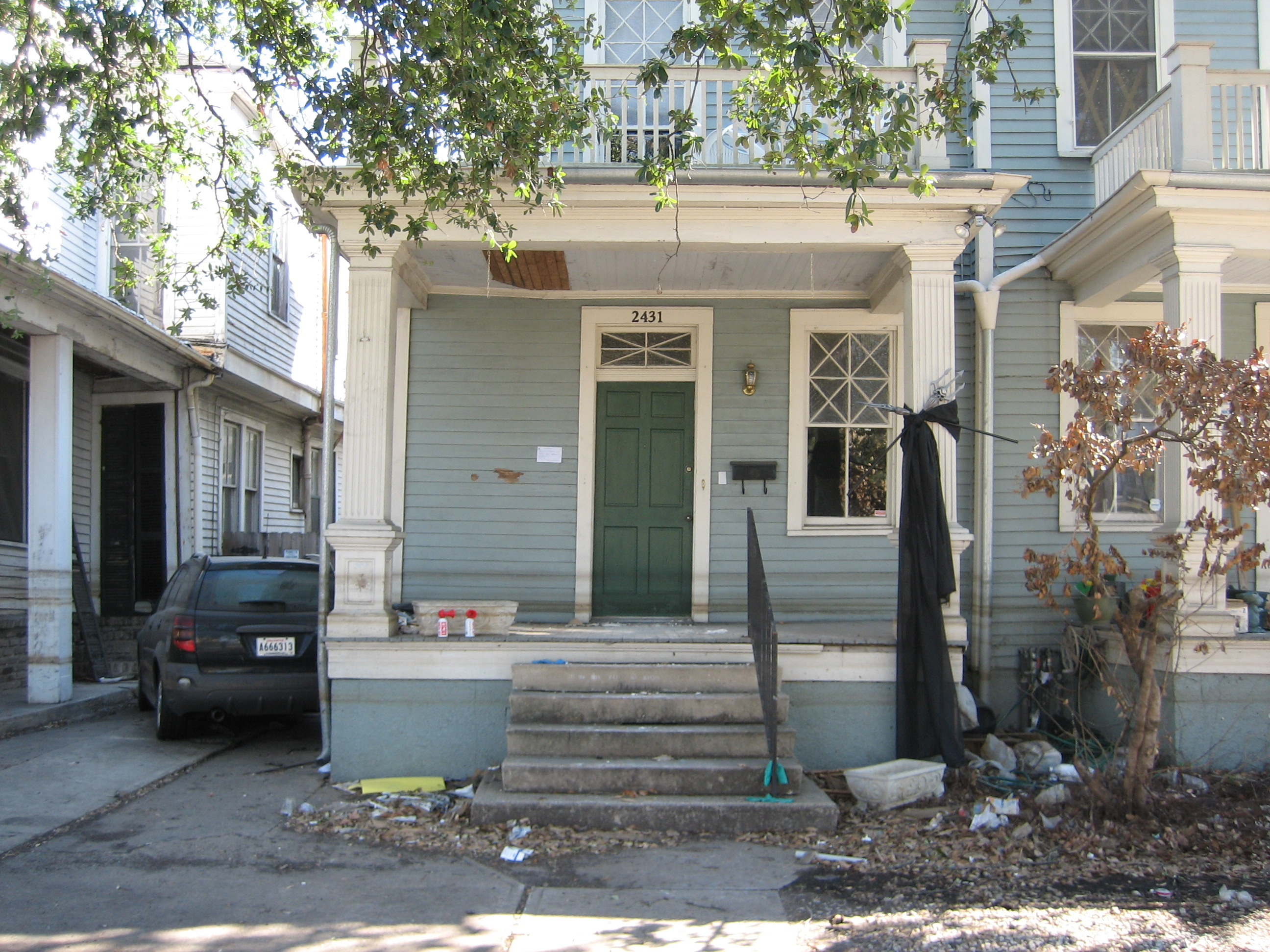
Marcas do nível de água na Napoleon Av., Nova Orleães.

Como consequência da tempestade, muitos problemas apareceram. Alguns dos diques que protegiam Nova Orleans não conseguiram conter as águas do Lago Pontchartrain, que afluiu município adentro, inundando mais de 80% da cidade. Cerca de 200 mil casas ficaram debaixo de água em Nova Orleães, sendo que foram necessárias várias semanas para que a água pudesse ser totalmente bombeada para fora da cidade. O furacão causou grandes estragos; entre eles, danos no sistema de abastecimento sanitário e de esgoto de Nova Orleans. Isto fez com que muitos só pudessem retornar no verão de 2006. A maioria dos habitantes foram evacuados para outras cidades do estado de Louisiana, Texas e Missouri, ou transferidos para regiões distantes tais como Washington, Ontário e Illinois.
A área federal de desastre foi colocada sob o controle da FEMA (comandada por Michael Chertoff) e a Guarda Nacional. Na noite de 31 de Agosto, o prefeito de Nova Orleães, Ray Nagin, declarou a "lei marcial" na cidade e disse que "os policiais não precisavam se preocupar com os direitos civis para deter os saqueadores". A interrupção de suprimento de petróleo, importações e exportações causada pela tempestade tiveram consequências para a economia global.

### Efeitos na economia
Os efeitos econômicos da tempestade foram de longo alcance. O Governo Bush solicitou 105 bilhões de dólares para reparos e reconstrução da região, o que não foi suficiente para sanar os prejuízos para a economia, causados pela interrupção potencial do fornecimento de petróleo, a destruição de infraestrutura da rodovia da Costa do Golfo e as exportações de commodities como grãos. Katrina danificou ou destruiu 30 plataformas de petróleo e causou o fechamento de nove refinarias; o prejuízo total na produção de petróleo do Golfo do México no período de seis meses após Katrina foi de aproximadamente 24% da produção anual e 18% da produção de gás. A indústria florestal no Mississippi também foi afetada, com 5 300 km2 de florestas destruídas. A perda total para a indústria madeireira devido ao Katrina é calculada como mais de 5 bilhões de dólares. Além disso, centenas de milhares de habitantes ficaram desempregados, o que resultou em menos impostos pagos aos governos locais. Antes do furacão, a região tinha cerca de um milhão de empregos não agrícolas, com 600 mil deles em Nova Orleans. Estima-se que o impacto econômico total na Louisiana e Mississippi pode ter ultrapassado 150 bilhões de dólares.
Katrina foi responsável pela migração de mais de um milhão de pessoas na costa central do Golfo e em outros lugares nos Estados Unidos, o que se tornou a maior diáspora da história dos Estados Unidos. Na cidade de Houston, Texas, teve um aumento de 35 000 pessoas; Mobile, Alabama, ganhou mais 24 000 habitantes; Baton Rouge, na Luisiana, mais 15 000, e Hammond, Luisiana recebeu mais de 10 000 pessoas, quase duplicando o seu tamanho. Chicago recebeu mais de 6 000 pessoas, mais do que qualquer outra cidade não localizada na parte sul do país. Ao final de janeiro de 2006, cerca de 200 000 pessoas continuaram vivendo em Nova Orleans, menos da metade da população antes da tempestade. Em 1 de julho de 2006, quando novas estimativas de população foram calculadas pelo Censo dos EUA, o estado de Luisiana mostrou um declínio da população de 219 563 ou 4,87%. Além disso, algumas companhias de seguros deixaram de segurar os proprietários na área por causa dos altos custos dos furacões Katrina e Rita, por ter levantado prêmios de proprietários de seguro para cobrir o seu risco.

## Ajuda internacional
Mais de setenta países comprometeram-se com doações em dinheiro ou outras formas de assistência. Notavelmente, Cuba e Venezuela (ambos hostis ao governo americano) foram os primeiros países a oferecer ajuda, prometendo mais de 1 milhão de dólares, vários hospitais móveis, estações de tratamento de água, alimentos enlatados, água mineral, óleo para aquecimento, 1 100 médicos e 26,4 toneladas de medicamentos. Contudo, esse auxílio foi rejeitado pelo autoridades americanas. O Kuwait fez a maior doação única em dinheiro, US$ 500 milhões; outras grandes doações foram feitas pelo Qatar e Emirados Árabes Unidos (cada um doou US$ 100 milhões), a Coreia do Sul (US$ 30 milhões), Austrália (US$ 10 milhões), Índia e China (US$ 5 milhões cada), Nova Zelândia (US$ 2 milhões), Paquistão (US$ 1,5 milhão) e Bangladesh (US$ 1 milhão). A Índia enviou lonas, cobertores e kits de higiene. Um avião IL-76 da Indian Air Force entregou 25 toneladas de mantimentos para as vítimas do furacão Katrina em Little Rock Air Force Base, Arkansas, em 13 de setembro de 2005. Vários dos países citados acima ainda estavam se recuperando dos estragos provocados pelo devastador Tsunami do ano anterior.

## Mortes
| Posição | Estados dos Estados Unidos | Mortes |
| ------- | -------------------------- | ------ |
| 1       | Louisiana                  | 1 577  |
| 2       | Mississippi                | 238    |
| 3       | Flórida                    | 10     |
| 4       | Geórgia                    | 2      |
| 5       | Alabama                    | 2      |
| 6       | Ohio                       | 2      |
| 7       | Kentucky                   | 2      |
| Total   | -                          | 1 833  |

Fonte: